# أدانيرو
أدانيرو (بالإسبانية: Adanero) بلدية تقع في مقاطعة آبلة التابعة لمنطقة قشتالة وليون وسط إسبانيا.

## الديموغرافيا
يبلغ عدد سكان بلدية أدانيرو 292 نسمة عام 2011 (وفقاً للمعهد الوطني للإحصاء الإسباني).
| 341 | 354 | 322 | 326 | 306 | 283 | 292 |